# 土庫曼斯坦副南鰍
土庫曼斯坦副南鰍（學名：Paraschistura turcmenica），為輻鰭魚綱鯉形目條鰍科副南鰍屬的其中一種。分布於亞洲阿富汗、伊朗和土庫曼斯坦淡水流域，體長可達5.1公分，棲息在河川底層水域，生活習性不明。

## 扩展阅读
維基物種上的相關：土庫曼斯坦副南鰍